# انگلیش وینگلیش
انگلیش وینگلیش (انگلیسی: English Vinglish) یا انگلیسی مینگلیسی (که در ایران به صورت زبان مادری دوبله شد) یک فیلم است که در سال ۲۰۱۲ منتشر شد. از بازیگران آن می‌توان به سری دوی، آجیت کومار، آمیتاب باچان، مهدی نبو، عادل حسین و پریا آناند اشاره کرد.

## داستان
یک زن هندی به نام شاشی(سری دوی) به خاطر بلد نبودن زبان انگلیسی مدام از سوی خانواده اش تحقیر می‌شود، شاشی برای عروسی خواهرزاده اش به نیویورک سفر می‌کند و در آن جا به خاطر ندانستن زبان انگلیسی دچار مشکل می‌شود برای همین با دیدن یک آگهی تصمیم می‌گیرد تا در کلاس زبان انگلیسی ثبت نام کند و…